# San Juan de la Maguana (provinshuvudstad)
San Juan de la Maguana är en provinshuvudstad i Dominikanska republiken.   Den ligger i provinsen San Juan, i den centrala delen av landet, 130 km väster om huvudstaden Santo Domingo. San Juan de la Maguana ligger 418 meter över havet och antalet invånare är 72 950.
Terrängen runt San Juan de la Maguana är varierad. Runt San Juan de la Maguana är det ganska tätbefolkat, med 67 invånare per kvadratkilometer. San Juan de la Maguana är det största samhället i trakten. Trakten runt San Juan de la Maguana består till största delen av jordbruksmark.